# 제이콥의 거짓말 (1975년 영화)
제이콥의 거짓말(Jakob, Der Lugner, Jakob The Liar)은 독일(구 동독)에서 제작된 프랑크 바이어 감독의 1975년 영화이다. 블라스티밀 브로트스키 등이 주연으로 출연하였다.

## 출연

### 주연
- 블라스티밀 브로트스키
- 헨리 허브첸

### 조연
- 아민 뮬러 스탈

## 제작진
- 원작자: 주렉 벡커